# DMT Sessions
DMT Sessions è il tredicesimo album in studio del rapper statunitense Esham, pubblicato nel 2011.

## Tracce
1. Oooooooooooohhhhhwwwwwwweeeeeeeeeee!!! – 3:53
2. DMT Sessions (featuring Danny Brown) – 3:10
3. Valhalla Rising – 4:47
4. China White – 2:02
5. Lysergic Acid Diethylamide – 3:25
6. Oxycontin – 4:31
7. Clonazepam – 3:36
8. Sildenafil Citrate – 3:44
9. Skrewberry Kush – 3:12
10. Codeine Phosphate Promethazine – 2:05
11. Scante (featuring Mastamind) – 3:39
12. Psilocybin – 2:44
13. A-thujone – 1:32
14. Phencyclidine – 4:27
15. Yellow Jackets – 3:10
16. Methylenedioxymethamphetamine – 3:33
17. Lophophora Williams II – 1:40
18. Dimethyltryptamine – 5:13
19. Jack3d – 2:54
20. Coma – 3:49